# گروس گودمس
گروس گودمس (به آلمانی: Groß Godems) یک شهر در آلمان است که در لودویگسلوست-پارشیم واقع شده‌است. گروس گودمس ۳۹۴ نفر جمعیت دارد.